# 시편 115편
시편 115편은 115번째 시편이다. 시편 5부의 이집트 할렐 사건들의 일부이다.
그리스어 70인역과 라틴어 불가타역 성경의 약간 다른 번호 체계에서 이 시편은 시편 113편의 두 번째 부분을 형성하며, 시편 113편의 9-26절로 계산되며, 1-8절은 히브리어 번호 매기기에서 시편 114편이다. 라틴어로 해당 부분은 "Non nobis"로 알려져 있다.
알렉산더 커크패트릭(Alexander Kirkpatrick)에 따르면, 이 시편은 바빌론에서 돌아온 후 제2성전 예배에서 사용하기 위해 작곡되었을 것으로 추정한다.
시작 부분은 카 벤드라민 칼레르지와 같은 건물의 비문에 사용되었다. 16절, "땅은 사람의 자녀들에게 주어졌다"는 무엇보다도 존 맥코넬(John McConnell)이 지구의 날을 제정하는데 동기를 부여했다.
시편 115편은 유대교, 동방 정교회, 가톨릭, 루터교, 성공회 및 다양한 개신교 전례의 정규 부분으로 사용된다.

## 내용
1. 여호와여 영광을 우리에게 돌리지 마옵소서 우리에게 돌리지 마옵소서 오직 주는 인자하시고 진실하시므로 주의 이름에만 영광을 돌리소서
2. 어찌하여 뭇 나라가 그들의 하나님이 이제 어디 있느냐 말하게 하리이까
3. 오직 우리 하나님은 하늘에 계셔서 원하시는 모든 것을 행하셨나이다
4. 그들의 우상들은 은과 금이요 사람이 손으로 만든 것이라
5. 입이 있어도 말하지 못하며 눈이 있어도 보지 못하며
6. 귀가 있어도 듣지 못하며 코가 있어도 냄새 맡지 못하며
7. 손이 있어도 만지지 못하며 발이 있어도 걷지 못하며 목구멍이 있어도 작은 소리조차 내지 못하느니라
8. 우상들을 만드는 자들과 그것을 의지하는 자들이 다 그와 같으리로다
9. 이스라엘아 여호와를 의지하라 그는 너희의 도움이시요 너희의 방패시로다
10. 아론의 집이여 여호와를 의지하라 그는 너희의 도움이시요 너희의 방패시로다
11. 여호와를 경외하는 자들아 너희는 여호와를 의지하여라 그는 너희의 도움이시요 너희의 방패시로다
12. 여호와께서 우리를 생각하사 복을 주시되 이스라엘 집에도 복을 주시고 아론의 집에도 복을 주시며
13. 높은 사람이나 낮은 사람을 막론하고 여호와를 경외하는 자들에게 복을 주시리로다
14. 여호와께서 너희를 곧 너희와 너희의 자손을 더욱 번창하게 하시기를 원하노라
15. 너희는 천지를 지으신 여호와께 복을 받는 자로다
16. 하늘은 여호와의 하늘이라도 땅은 사람에게 주셨도다
17. 죽은 자들은 여호와를 찬양하지 못하나니 적막한 데로 내려가는 자들은 아무도 찬양하지 못하리로다
18. 우리는 이제부터 영원까지 여호와를 송축하리로다 할렐루야

### 히브리어 버전
| 절 | 내용                                                     |
| -- | -------------------------------------------------------- |
| 1  | .לֹא לָנוּ יְהוָה, לֹא-לָנוּ: כִּי-לְשִׁמְךָ, תֵּן כָּבוֹד--עַל-חַסְדְּךָ, עַל-אֲמִתֶּךָ |
| 2  | .לָמָּה, יֹאמְרוּ הַגּוֹיִם: אַיֵּה-נָא, אֱלֹהֵיהֶם                        |
| 3  | .וֵאלֹהֵינוּ בַשָּׁמָיִם-- כֹּל אֲשֶׁר-חָפֵץ עָשָׂה                          |
| 4  | .עֲצַבֵּיהֶם, כֶּסֶף וְזָהָב; מַעֲשֵׂה, יְדֵי אָדָם                         |
| 5  | .פֶּה-לָהֶם, וְלֹא יְדַבֵּרוּ; עֵינַיִם לָהֶם, וְלֹא יִרְאוּ                  |
| 6  | .אָזְנַיִם לָהֶם, וְלֹא יִשְׁמָעוּ; אַף לָהֶם, וְלֹא יְרִיחוּן                |
| 7  | .יְדֵיהֶם, וְלֹא יְמִישׁוּן--רַגְלֵיהֶם, וְלֹא יְהַלֵּכוּ; לֹא-יֶהְגּוּ, בִּגְרוֹנָם   |
| 8  | .מוֹהֶם, יִהְיוּ עֹשֵׂיהֶם-- כֹּל אֲשֶׁר-בֹּטֵחַ בָּהֶם                       |
| 9  | .יִשְׂרָאֵל, בְּטַח בַּיהוָה; עֶזְרָם וּמָגִנָּם הוּא                        |
| 10 | .בֵּית אַהֲרֹן, בִּטְחוּ בַיהוָה; עֶזְרָם וּמָגִנָּם הוּא                    |
| 11 | .יִרְאֵי יְהוָה, בִּטְחוּ בַיהוָה; עֶזְרָם וּמָגִנָּם הוּא                   |
| 12 | :יְהוָה, זְכָרָנוּ יְבָרֵךְ יְבָרֵךְ, אֶת-בֵּית יִשְׂרָאֵל; יְבָרֵךְ, אֶת-בֵּית אַהֲרֹן  |
| 13 | .יְבָרֵךְ, יִרְאֵי יְהוָה-- הַקְּטַנִּים, עִם-הַגְּדֹלִים                     |
| 14 | .יֹסֵף יְהוָה עֲלֵיכֶם; עֲלֵיכֶם, וְעַל בְּנֵיכֶם                        |
| 15 | .בְּרוּכִים אַתֶּם, לַיהוָה-- עֹשֵׂה, שָׁמַיִם וָאָרֶץ                      |
| 16 | .הַשָּׁמַיִם שָׁמַיִם, לַיהוָה; וְהָאָרֶץ, נָתַן לִבְנֵי-אָדָם                  |
| 17 | .לֹא הַמֵּתִים, יְהַלְלוּ-יָהּ; וְלֹא, כָּל-יֹרְדֵי דוּמָה                   |
| 18 | :וַאֲנַחְנוּ, נְבָרֵךְ יָהּ-- מֵעַתָּה וְעַד-עוֹלָם .הַלְלוּ-יָהּ                |